# Bandera estatal

Bandera estatal de Alemania.

Una bandera estatal o bandera institucional es la bandera nacional que utilizan el gobierno y su administración pública.

## Bandera del gobierno
La bandera estatal tiene un uso específicamente designado y restringido por ley o costumbre (teórica o realmente) por parte del gobierno de un país o sus agencias. Por esta razón, a veces se les llama banderas del gobierno. En muchos países, la bandera estatal y la bandera civil (la que puede utilizar la población civil) son idénticas, pero en otros países, en particular los de América Latina, Europa central y Escandinavia, la bandera estatal es una versión diferente de la bandera civil, a menudo presentando el escudo de armas nacional o algún otro emblema como parte del diseño. Los países escandinavos utilizan banderas estatales con diferente forma de la civil, siendo normalmente farpadas.

## Bandera de un estado federado (entidad subnacional)
En Argentina, Australia, Brasil, Canadá, Estados Unidos y algunos otros Estados federales, el término bandera estatal puede tener un significado diferente, ya que con frecuencia se refiere a una bandera oficial de cualquiera de los estados individuales o subdivisiones territoriales que conforman la nación. Es decir, que no se denomina estatal por su uso, sino por el territorio que representa. Sin embargo, para evitar confusiones con el primer significado del término, dicha bandera se denominaría más precisamente "la bandera del estado de X", en lugar de "la bandera estatal de X". Para este uso, ver también:
- Banderas de los Estados Unidos de América
- Banderas provinciales de Argentina
- Banderas de las entidades federativas de México